# 方韧
方韧（1917年—1988年），原名陈睿德，曾用名陈光武，男，广东澄海人，中国指挥家、作曲家，曾任中国音乐家协会理事。